# Accident ferroviaire d'Étampes
L'accident ferroviaire d'Étampes est un événement survenu le 19 mars 1931 à 20 h 20, sur la ligne de Paris-Austerlitz à Bordeaux-Saint-Jean de la Compagnie du chemin de fer de Paris à Orléans, lorsqu'à l'entrée de la gare d'Étampes en Seine-et-Oise, les derniers éléments du convoi du rapide no 23 Paris - Hendaye déraillent au passage sur un aiguillage, faisant dix morts et une quarantaine de blessés dans des conditions jamais vraiment élucidées. Huit décennies plus tard, sur la même ligne, le 12 juillet 2013, à Brétigny-sur-Orge, un accident analogue se produira, mais donnera lieu à des investigations plus poussées permettant d'en déterminer exactement les causes.

## L'accident
Le train rapide de première et deuxième classe no 23, pour Bordeaux, Hendaye et Tarbes, formé de sept voitures suivies d'une voiture-restaurant et d'un fourgon de queue équipé d'une chaudière, est parti à 19 h 23 de Paris-Orsay, remorqué par une locomotive électrique du type 2D2. À 20 h 21, il aborde sur voie 1 l'entrée de la gare d'Étampes entre 80 km/h et 90 km/h lorsqu'au passage sur l'aiguillage donnant accès à la voie 1 bis, ses deux derniers véhicules, la voiture-restaurant et le fourgon, se séparent du reste du convoi et dévient vers la voie adjacente, où ils terminent leur course en percutant de face l'automotrice électrique d'une rame de banlieue arrivée dix minutes plus tôt de Paris, heureusement vide de tout occupant.
La tête du train poursuit encore sa route sur quelques centaines de mètres, les derniers éléments du convoi, déraillés, hachant les traverses et brisant les bordures de quai. Elle s'arrête finalement à la sortie de la gare, après que sous l'effet du freinage brutal, deux autres voitures eurent elles aussi quitté les rails.

## Secours et bilan
L'accident a eu lieu en gare, et les cheminots interviennent rapidement, aidés de la gendarmerie, des pompiers et des militaires du camp d'aviation d'Étampes sous les ordres de leur commandant, Henri de Geyer d’Orth. Les premiers soins aux blessés sont donnés par un médecin voyageant dans le train, vite rejoint par quatre confrères de la ville, dont son maire, le docteur Camus.
Comprimé entre la motrice du train de banlieue et le fourgon de queue, la voiture-restaurant, où quarante et un convives étaient attablés pour le premier service de dîner, a été défoncé à ses deux extrémités, côtés cuisine et salle à manger, et c'est de sa carcasse réduite d'un tiers que l'on extraira les victimes les plus nombreuses. Parmi les membres du personnel et les dineurs, trois ont été tués sur le coup et une trentaine blessés, certains mortellement. Dans le fourgon, le chef de train est mort écrasé, mais le chauffeur de la chaudière n'est que légèrement blessé. 
Bien qu'elle ait suivi le reste du convoi, la voiture précédant la voiture-restaurant a elle aussi subi d'importants dommages puisque la moitié de sa caisse est tordue et désarticulée et a perdu sa toiture,. Plusieurs de ses passagers sont blessés,, et par un tragique concours de circonstances, son déraillement a causé aussi la mort du contrôleur du train. En effet, celui-ci avait été appelé à la suite de la mort subite d'une voyageuse peu après le départ, et venait de se poster à la portière ouverte, afin de lancer au passage un message demandant que la gare d'Orléans prépare l'évacuation du corps, quand les secousses l'ont projeté sur le quai, le tuant net.
Dans la confusion des premiers instants suivant l'événement, la compagnie annonce le chiffre de dix morts, avant de publier une heure et demie plus tard un communiqué rectificatif le réduisant « seulement » à cinq. Toutefois, après les décès successifs des blessés les plus graves,,, le bilan de l'accident sera bien de dix morts et d'une quarantaine de blessés.
Quatre parlementaires rentrant dans leurs circonscriptions voyageaient dans le train. Deux sont indemnes : Armand Calmel et Gabriel Lafaye, respectivement sénateur et député de la Gironde. Deux sont blessés : Damien (Jacques) Catalogne, sénateur des Basses-Pyrénées, atteint légèrement à la tête, et Pierre Colomb, député de la Vienne, victime de contusions multiples dans la voiture précédant la voiture-restaurant. Tous poursuivront leur voyage avec les autres passagers sains et saufs ou légèrement blessés, qui seront embarqués vers 22 h dans un convoi formé des voitures restées intactes.
Le ministre des travaux publics Maurice Deligne se rend sur place dans un train spécial, qui repart à 2h15 pour Paris, et les opérations de déblaiement, immédiatement entamées et  effectuées à l'aide d'une grue de 45 tonnes amenée dans la nuit, se poursuivent jusqu'au matin.
Le PO annonce qu'il prendra en charge les obsèques des victimes, et le 22 mars à 15 h, une cérémonie solennelle de levée des corps a lieu dans la salle du conseil d'administration de l'hôpital, transformée en chapelle ardente, avec discours du préfet de Seine-et-Oise, Adrien Bonnefoy-Sibour. Les cercueils sont ensuite transportés en cortège jusqu'à la gare, d'où ils partent vers leurs lieux d'inhumation respectifs.

## Recherche des causes
Après transport sur les lieux de MM. Donat-Guigue procureur général de Paris et Devise, procureur de la République d'Étampes, une information judiciaire est ouverte, et le juge d'instruction Lecharny charge trois experts, MM. Georges Pocard du Cosquer de Kerviler, ingénieur des ponts et chaussées, Jules Rosenstock, professeur à l'École centrale et André Seligmann-Lui, inspecteur général des Mines, de rechercher les causes techniques du déraillement. Ceux-ci confirment rapidement que la voiture-restaurant et le fourgon de queue ont bien été précipités sur le train de banlieue à la suite de l'ouverture intempestive de l'aiguillage vers la voie 1 bis, mais ne se prononcent pas formellement sur l'origine de ce dysfonctionnement, qui a pu selon eux résulter aussi bien d'une erreur humaine que d'un accident mécanique,.

### Mise en cause de l'aiguilleur
La prudence des enquêteurs tranche avec l'assurance affichée par les ingénieurs de la compagnie qui, s'appuyant notamment sur les témoignages de certains cadres de la gare, ont d'emblée estimé que le changement inopiné de direction est exclusivement imputable à une erreur de l'aiguilleur du poste B du pont de Dourdan. Celui-ci, âgé de 53 ans et pouvant se prévaloir de 23 années d'un service jusque là irréprochable, est, malgré ses dénégations véhémentes, soupçonné d'avoir ouvert prématurément la voie à la rame du 337 pour la garer avant son retour en semi-direct vers Paris.
L'aiguilleur étant affilié à la CGT, compte tenu de la sensibilité habituelle du syndicalisme cheminot à la mise en cause de l'un des siens, cette accusation aurait dû immédiatement susciter une protestation énergique de son groupement par l'intermédiaire du quotidien Le Peuple, à l'époque son organe officiel de presse. Or, de manière surprenante, mais sans doute faute de moyens rédactionnels propres, ce journal consacre une large place à l'accident, mais en termes neutres se bornant à reprendre mot pour mot les articles d'autres confrères, en indiquant notamment que « l'aiguilleur n'a pu fournir aucune explication », et que les experts n'excluent pas sa faute éventuelle.
La solidarité corporatiste s'exprime en revanche ouvertement dans deux autres organes de la presse de gauche.
Le témoignage de soutien du journal socialiste Le Populaire a surtout une portée purement symbolique, puisque si, dans deux numéros successifs, il titre bien « La responsabilité de l'aiguilleur doit être complètement dégagée », et « L'enquête dégage la responsabilité de l'aiguilleur », le contenu de ses articles n'exclut pas que celui-ci puisse être mis en cause, notamment parce qu'il aurait « déclaré avoir actionné l'aiguille avant que le dernier "wagon" du rapide Paris-Bordeaux fût engagé »,. 
Paradoxalement, c'est L'Humanité, porte-parole du syndicat concurrent, la CGTU, d'obédience communiste, qui, fustigeant la complaisance de « la presse bourgeoise » pour la Compagnie, se pique d'assister le plus efficacement l'aiguilleur, sur fond de rivalité entre courants opposés. Ainsi, le journal présente d'abord un argumentaire de défense en quatre points préparé par « les camarades de la Fédération unitaire des cheminots », puis le développe avec fougue le lendemain, tout en insinuant que l'« ignominieuse attitude » du Peuple, s'explique par les subsides qu'il touche « des magnats du rail ».
En réponse à cette violente attaque, dictée, selon ses termes, par « la malhonnêteté communiste », Le Peuple publiera deux jours plus tard un entretien avec l'aiguilleur affirmant bénéficier du soutien actif de son syndicat, et, surtout, expliquant n'avoir « à se reprocher aucune manœuvre défectueuse », puisque « l'accident, l'enquête le prouvera, est dû à une défectuosité du matériel ».

### L'hypothèse d'une défaillance technique

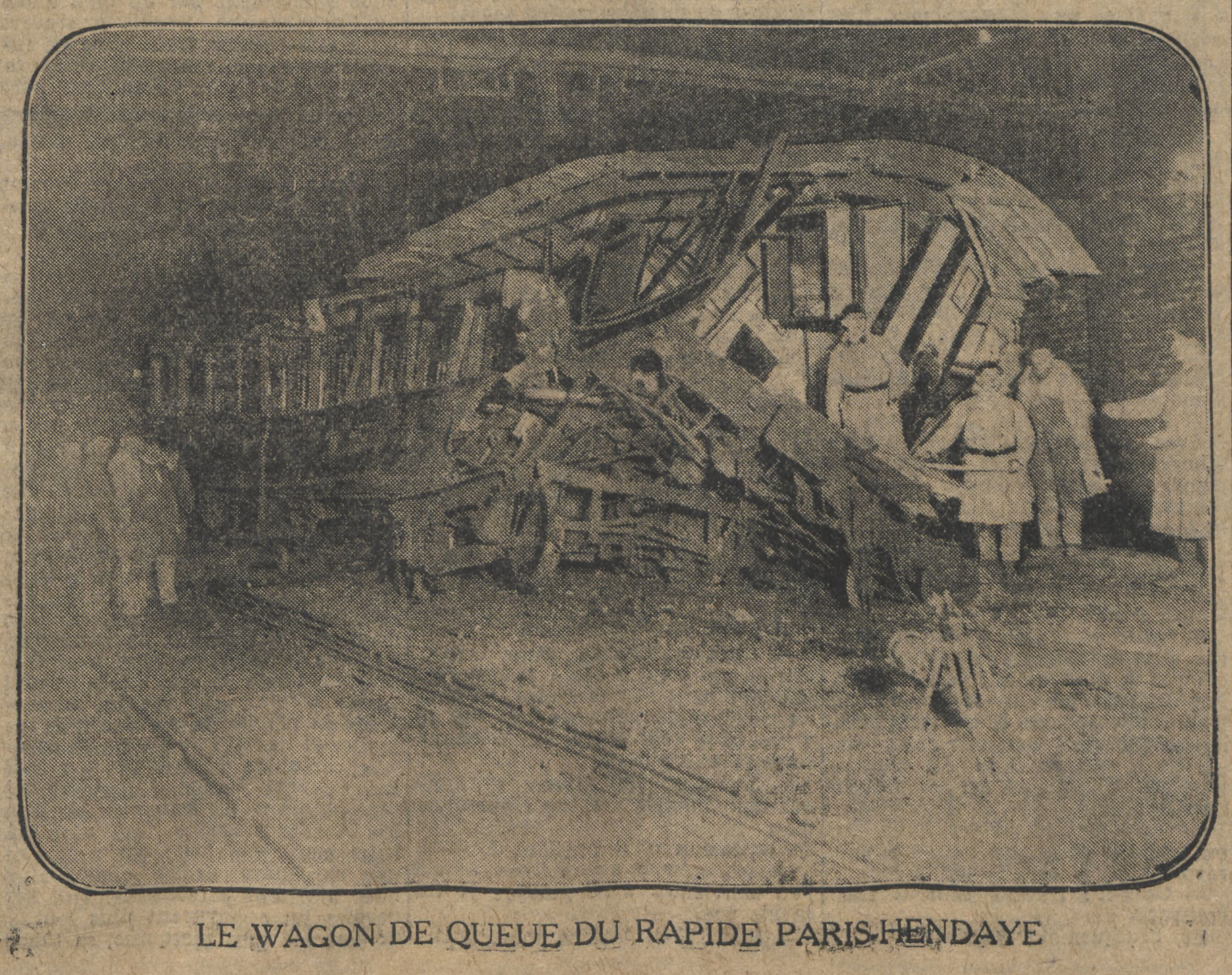
Photo de la voiture précédant la voiture-restaurant publiée par Le Journal du 20 mars 1931.

S'il est possible, par facilité, de préjuger le mouvement de l'aiguille imputable à l'action de l'aiguilleur, les circonstances de l'accident telles qu'elles peuvent être reconstituées à partir des dégâts sur le matériel et des témoignages des passagers contredisent cette explication et rendent plus vraisemblable la thèse d'une cause purement technique. Au vu de l'état des voitures situées avant la voiture-restaurant, notamment celle le précédant immédiatement, on peut en effet estimer qu'à la suite d'une défaillance matérielle, un déraillement a d'abord eu lieu, et qu'une pièce métallique a forcé les lames d'aiguille, modifiant leur direction juste avant le passage des deux derniers véhicules du convoi.
Cette hypothèse peut s'appuyer sur une série de constatations. 
D'une part, l'examen des commandes de l'aiguille révèle qu'elles n'ont pas été manœuvrées dans des conditions normales à l'aide du levier de la cabine, mais qu'elles ont été forcées, alors que le cadenas les verrouillant est resté intact. D'autre part un chef de voiture de la voiture-restaurant dit avoir ressenti « une secousse anormale suivie de plusieurs autres de plus en plus violentes » provoquant l'affolement des passagers, avant un « choc formidable » quelques secondes plus tard. Un des dineurs, ainsi qu'un voyageur d'une autre voiture témoignent dans le même sens. Insistant sur ces « soubresauts suspects », L'Intransigeant du 21 mars 1931 conclut qu'il « se pourrait alors qu’une pièce d’un boggie arrière d’un des "wagons" de queue se soit rompue, entraînant le déraillement », alors que Le Quotidien dénonce « Le danger des aiguilles prises en pointe », et écarte l'hypothèse d'une erreur de l'aiguilleur pour évoquer la « rupture d'une pièce métallique sur la voie ou à la voiture ».
L'état de l'aiguille, complètement détruite dans l'accident, ne permettant pas de disposer d'éléments matériels susceptibles de confirmer cette explication, jusqu'en juin, l'aiguilleur restera sous la menace d'une inculpation, situation suscitant à nouveau la réaction indignée de l'Humanité. 
Toutefois, après une nouvelle audition par le juge Lecharny, suivie d'un dernier transport sur les lieux, l'instruction sera close sans poursuites, et l'origine de l'accident demeurera donc à jamais inexpliquée.
Trois ans plus tard, à la Chambre, le député communiste Lucien Midol l'attribuera à une des nombreuses défaillances matérielles provoquées par les économies des compagnies sur les dépenses de sécurité.